# Riad Al Sunbati
 (mai 2018).
Si vous disposez d'ouvrages ou d'articles de référence ou si vous connaissez des sites web de qualité traitant du thème abordé ici, merci de compléter l'article en donnant les références utiles à sa vérifiabilité et en les liant à la section « Notes et références ».
Riad Mohammed Al Sunbati (en arabe : رياض محمد السنباطي ; Riad Sonbati ou Riadh Sonbati, Riad Sumbati, translittération : Riyāḍ al-Sunbāṭi ; né le 30 novembre 1906 et mort le 10 septembre 1981) est un des plus grands compositeurs arabes du XXe siècle. Il a composé pour de nombreux artistes comme Oum Kalthoum, Asmahan, Warda al-Jazairia, Najet Essaghira, Mounira El Mahdeya, Fayza Ahmed, Saleh Abdel Hai, Souad Mohamed, Aziza Jalal (qui fut la dernière artiste à chanter l'une de ses mélodies), Souad Zaki et d'autres.

## Enfance et débuts
Il passe son enfance à El Mansoura. Préférant la musique à l'école, il accompagne souvent son père, lui aussi chanteur, dans ses récitals. Il commence à chanter dès l'âge de neuf ans et il est rapidement surnommé le « rossignol d'El Mansoura ».
Plus tard, il va étudier, puis enseigner, le luth au conservatoire du Caire. L'ouverture de la Maison de la Radio en 1934 lui permet d'accéder à une certaine notoriété. À cette époque, il compose pour de nombreux artistes, mais ces morceaux ne sont jamais enregistrés. En 1936, Oum Kalsoum chante pour la première fois une de ses plus belles compositions Enoum Youdaib Oyouna Habibi.

## Collaboration avecOum Kalthoum
Riad Al Sunbati rencontre Oum Kalthoum dans les années 1930 : il lui compose la chanson Ala Balad El Mahboub (على بلد المحبوب) en 1935 pour son film Wedad. À la suite du succès de cette œuvre il rejoint l'équipe d'artistes travaillant pour « La Dame », équipe qui comprenait Mohamed El Qasabgi et Zakaria Ahmed et devint alors un des plus jeunes compositeurs majeurs de son temps. Il a travaillé très régulièrement avec Oum Kalthoum, d'abord pour ses films (notamment la très populaire chanson Ifrah ya Aalbi (إفرح يا قلبي, considérée généralement comme la première chanson composée par Sumbati où s'affirme son style personnel) puis fait partie des compositeurs des années 1940 et 1950 qui mettent au point l'esthétique de la chanson fleuve kalthoumienne. Oum Kalthoum le surnommait d'ailleurs dit-on « Le Génie » et, entre 1954 et 1960, il la monopolise pratiquement puisqu'il compose la quasi-totalité des chansons de cette période.
Certaines de ses œuvres comme Robaa'eyat el Khayam sont considérées aujourd'hui comme de grands classiques ; c'est le cas également de Zikrayat et Al-Atlal.